# Luis Alfaro Ucero
Luis Alfaro Ucero, né à Teresén (État de Monagas) le 12 octobre 1922, et mort à Maturín, Venezuela, le 29 novembre 2013, est un homme politique vénézuélien.

## Carrière politique
Il entre au parti Partido Democrático Nacional devenu Action Démocratique en 1941. Il occupe les postes de directeur d'organisation puis secrétaire général à partir de 1991.
Il est élu député de l'Assemblée constituante en 1947, puis succède à Noel Grisanti Luciani comme gouverneur de l'État de Monagas de 1966 à 1968. Il est ensuite plusieurs fois élu député puis sénateur au Congrès de la République (Congreso de la República).

### Candidature présidentielle
En 1998, il se présente à l'élection présidentielle. Il obtient à peine 0,40 % des voix avec moins de 30 000 électeurs. Depuis cet échec, il s'était retiré de la vie politique.